# Библиотеке у Кини
Прве библиотеке у Кини настале су у доба династије Шанг (шеснаести до једанаести век пре нове ере), пошто су интелектуалци познати под именом Ши (историчари) и Ву (врачеви) изразили посебна занимања за стварање и ширење културе. Међу документима којима су се та занимања бавила били су уредбе о земљи, родослови царских рођака, обавештења и наредбе и бележили су се важни догађаји и природне појаве. Изградили су магацине како би водили евиденцију. Да би удовољили потребама све сложенијих послова и обезбедили лаку употребу, почели су да прикупљају и сортирају те записе према хронолошком редоследу и категорији. Тако је настала најранија библиотека у Кини. Бројне врсте медија препуне информација и знања појавиле су се у људском друштву, што је резултирало концептима очувања и сакупљања. Сходно томе, најраније библиотеке и архиве биле су резултат свесног сакупљања, процесирања, уједињења и коришћења.
У почетку периода историје Кине, научници су имали опсежне приватне библиотеке, а све царске династије градиле су библиотеке и архиве за смештај литерарног блага и службених записа. Прве модерне библиотеке, међутим, појавиле су се у Кини тек крајем деветнаестог века; чак и тада је библиотечка услуга полако и спорадично расла. 1949. године било је само педесет и пет јавних библиотека на нивоу округа и изнад, концентрисаних у главним обалним комерцијалним центрима.
Након оснивања Народне Републике, влада и руководиоци образовања настојали су да развију библиотечке услуге и учине их доступним широм земље. Национални закон о координацији књига из 1957. године одобрио је успостављање два национална библиотечка центра, један у Пекингу (Национална библиотека Кине) и други у Шангају (Шангајска библиотека) и девет регионалних мрежа библиотека. Упркос томе, библиотеке су још увек биле ретке, а они садржаји који су били на располагању били су скучени и нудили су само основне услуге. Сматрајући недостатак библиотека главном препреком напорима на модернизацији, владини лидери су се почетком 1980-их посебно интересовали за развој библиотечких услуга. Концентрација средстава и талената почела је да даје значајне резултате. Више од четрдесет кинеских високошколских институција такође је успоставило одсеке за библиотеку или информатику. На нивоу округа и изнад, било је више од 2.300 јавних библиотека, које су садржале готово 256 милиона свезака, а испод нивоа округа, око 53.000 домова културе имало је малу библиотеку или читаоницу.
На крају 2004. Кина је имала 2.710 јавних библиотека са колекцијом од преко 400 милиона примерака. У Кини је 2011. било 2.925 јавних библиотека. Од универзитета или универзитетских библиотека, на врху су збирке библиотека Пекиншког универзитета и Универзитетска библиотека Ђеђанг.  Национална библиотечка мрежа такође укључује библиотеке научно-истраживачких институција, синдикалне библиотеке, библиотеке и читаонице при владиним институцијама, војним јединицама, основним и средњим школама, општинама, предузећима и локалним заједницама.

## Национална библиотека
У главној библиотеци земље, Националној библиотеци Кине, налази се богата колекција књига, периодичних публикација, новина, мапа, отисака, фотографија, рукописа, микроформи, магнетофонских трака и натписа на бронзи, камену, костима и оклопима корњача.
Кинеска национална библиотека, са колекцијом од преко 26 милиона свезака, највећа је библиотека у Азији; у њој се налази највећа колекција кинеских књига на свету. У збирци библиотеке налази се преко 35 000 пророчких костију и оклопа корњача исклесаних древним кинеским писмом, 1,6 милиона томова традиционалних књига везаних концем, преко 16 000 томова докумената из Пећина Могао, 12 милиона томова књига на страним језицима и десетине електронских база података.
Библиотека је почела да прихвата доставе званичних националних публикација 1916. године, постајући главна национална база података; и почела је да прихвата доставе домаћих електронских публикација 1987. године. То је такође ISSN центар и Мрежни информативни центар. Тренутно је Кинеска национална библиотека основала савез дигиталних библиотека са око 90 других библиотека широм земље, чинећи заједничке напоре у промоцији развоја и примене кинеске дигиталне службе за јавно информисање. Друга фаза Националне библиотеке - Кинеске дигиталне библиотеке, чији је темељ постављен крајем 2004. године, планирано је да буде завршена и пуштена у рад у октобру 2007. године. Проширена библиотека моћи ће да задовољи потребе за складиштењем књига у наредних 30 година. Дигитална библиотека учиниће је највећим светским центром за прикупљање литературе и базом дигиталних извора, као и најнапреднијом базом мрежних услуга у Кини.

## Остале библиотеке
Библиотека града Шангаја, једна од највећих јавних библиотека у земљи, садржи преко 7 милиона свезака, од којих је скоро милион на страним језицима. Шангајска библиотека, добро позната у земљи и иностранству, највећа је кинеска библиотека на провинцијском нивоу. Преко 1,7 милиона томова древних докумената је највредније и најрепрезентативније у његовој колекцији, укључујући 25 000 наслова ретких древних књига у 178 000 томова, од којих су многи једини примерци који постоје на свету. Најстарији документ датира од пре скоро 1500 година.
Универзитетска библиотека у Пекингу преузела је колекције Универзитетске библиотеке у Јанђингу 1950. године, а средином 1980-их - са више од 3 милиона свезака, од којих је једна четвртина на страним језицима - била је једна од најбољих универзитетских библиотека у земљи. То је једна од најранијих модерних нових библиотека у Кини. Државно веће ју је одобрило као прву серију националне кључне јединице за заштиту древних књига, развила се у свеобухватну, отворену истраживачку библиотеку богату ресурсима, модерну.